# Transporte ferroviário

Mapa da rede ferroviária mundial.

O transporte ferroviário é a transferência de pessoas ou bens, entre dois locais geograficamente separados, efetuada por um comboio, automotora ou outro veículo semelhante. O comboio ou seu equivalente circula numa via férrea composta por carris dispostos ao longo de um percurso. Paralelamente, existe um sistema de sinalização e, por vezes, um sistema de eletrificação. A operação é realizada por uma empresa ferroviária, que se compromete a fazer o transporte entre as estações ferroviárias. A potência para o movimento é fornecida por um motor a vapor, diesel ou motor eléctrico de transmissão. O transporte ferroviário é o mais seguro dos transportes terrestres.
O início do transporte ferroviário data do século XIX. Com o desenvolvimento do motor a vapor, foi possível iniciar uma expansão dos principais caminhos de ferro, que foram um componente muito importante durante a revolução industrial. Com o avanço da tecnologia, foram lançados comboios eléctricos e os comboios a vapor foram substituídos por motores a diesel. Na década de 1960 surgiu o comboio de alta velocidade, tornando este tipo de transporte cada vez mais rápido e acessível.
Por extensão, ferroviário é o trabalhador do transporte ferroviário.

## História
Os primeiros vestígios da existência de uma linha férrea remontam à Grécia Antiga, por volta do século 6 a.C., servindo, na altura, para o transporte de barcos na zona de Corinto. Uma espécie de carruagem era empurrada por escravos ao longo de sulcos de calcário, que formavam os carris naquela época.
O caminho-de-ferro reapareceu mais tarde na Europa (Figura 1), após a Idade Média. O registo mais antigo conhecido de uma linha de caminho-de-ferro é uma janela de vidro colorido na catedral de Freiburg, datados de cerca de 1350. Mais tarde, em 1515, o cardeal Matthäus Lang escreveu uma descrição de um funicular, o Reiszug, que permitia o acesso ao castelo de Hohensalzburg na Áustria. Eram utilizados carris de madeira, cordas de cânhamo e força animal ou humana. Esta estrutura ainda existe atualmente, apesar das inevitáveis melhorias, sendo, provavelmente, o mais antigo caminho-de-ferro a operar.

### Os caminhos de ferro e a história mundial
Este meio de transporte emergiu na Europa, mais precisamente na Inglaterra, no século XIX. As locomotivas eram movidas a vapor, gerado a partir da queima de carvão mineral. Após o surgimento deste inovador transporte, rapidamente a sua tecnologia se alastrou para outros pontos do mundo.
Nascido nas minas de carvão, o caminho de ferro ganhou outras utilidades muito rapidamente, desenvolvendo-se e espalhando-se para fora das minas. Passou de um transporte lento e limitado dos minérios, para o transporte de passageiros e outro tipo de mercadorias, sendo já capaz de atingir, em 1835, os 100 km/h. Foi a causa da criação de novas indústrias e categorias profissionais, algo de grande importância para o desenvolvimento socioeconômico das sociedades. Foi muito importante na colonização do norte da América, ajudando a desbravar o território do oeste americano, que recebia os empresários que se propunham a construir as vias-férreas, com o apoio do governo.
Durante o período das duas grandes guerras, o caminho de ferro foi o dinamizador de movimentos de homens e máquinas em cenário de guerra (Figura 3), gerador de conflitos de interesses e defesa, levando alguns estados a tomar medidas para que as suas fronteiras não fossem tomadas de assalto. Para além da movimentação de homens, mantimentos e armas durante a guerra, serviu também para o transporte de milhares de judeus para os campos de concentração.
O desenvolvimento tecnológico e a forte concorrência com outros meios de transporte, fizeram com que as locomotivas a vapor, que tinham uma manutenção muito dispendiosa (Figura 4), fossem substituídas pelas diesel e eléctricas, ainda no século XIX.
Para se ter uma noção das proporções das linhas férreas no mundo, pode dizer-se que em 1850 existiam 32 000 km e em 1947, cerca de um século depois, 1 260 000 km. Depreende-se destes valores que os caminhos de ferro vieram ter nos tempos modernos a importância que as vias romanas tiveram na antiguidade.
Na segunda metade do século XX surgiu uma nova revolução nos caminhos de ferro, com o aparecimento da alta velocidade com os franceses e da alta velocidade em sistema de via electromagnética com os japoneses.
Apesar de o mundo estar a atravessar uma revolução técnica, científica e informacional, o transporte ferroviário continua a ser de grande valia no sistema de transportes. Para além de ser capaz de transportar uma quantidade muito grande de carga de uma só vez, o custo por tonelada transportada é muito baixo. Ainda assim, o custo para construção de conservação das vias-férreas é bastante elevado.
A utilização deste meio de transporte varia entre os países do mundo. Nos Estados Unidos e na Rússia, por exemplo, a maioria dos fluxos de carga ocorre por meio ferroviário. Na parte ocidental da Europa, os caminhos-de-ferro têm o seu uso bastante difundido, tanto para o transporte de cargas como de passageiros.

### Os caminhos de ferro e a história portuguesa
Na segunda metade do século XIX, os elementos da elite política, económica e intelectual esforçavam-se por encontrar uma forma de modernizar o país. Muitos defendiam que o desenvolvimento estava na construção de vias de comunicação. Após a construção da primeira linha de ferro em Inglaterra, em 1825, admitia-se a sua introdução também em Portugal. Mas o país ainda não estava recomposto das guerras civis e das agitações políticas que tinha enfrentado recentemente e, como tal, não possuía o capital necessário para tão grandioso investimento.

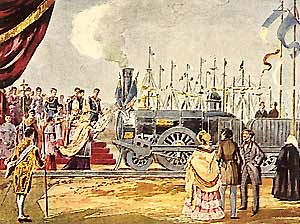
Figura 6. Inauguração do caminho-de-ferro em Portugal (28 de Outubro de 1856).
Aguarela de Alfredo Roque Gameiro.

No entanto, os projectos foram sendo apresentados e, após a criação da Companhia das Obras Públicas em Portugal, em 1844, é proposta a construção do caminho-de-ferro entre Lisboa e a fronteira espanhola, proporcionando a possibilidade de ligação com o resto da Europa (Figura 6). Mas só em 1856 é inaugurado o primeiro troço daquilo que viria a ser a rede ferroviária nacional, entre Lisboa e o Carregado. Demoraria, no entanto, mais de meio século a ser concluída.
Os anos oitenta vão encontrar os caminhos de ferro portugueses numa verdadeira estagnação. Apesar da vontade do estado em atribuir verbas para o desenvolvimento deste meio de transporte, os resultados práticos visíveis são reduzidos. Mesmo com a entrada de Portugal para a Comunidade Econômica Europeia, o panorama ferroviário pouco muda. Os apoios atribuídos ao país eram canalizados, maioritariamente, para a construção de estradas, vias rápidas e auto-estradas.
Apenas na década de noventa o caminho-de-ferro volta a receber alguma atenção por parte do estado. São investidas largas verbas para a realização de obras de grande envergadura. São adquiridas novas locomotivas eléctricas e electrificados alguns troços da rede ferroviária. Com o final do século, Portugal vê-se na situação de grande estaleiro ferroviário. Entram no país comboios com tecnologia pendular, a linha da Beira Alta está apta a receber comboios de grande tonelagem, com locomotivas eléctricas, é construída a ligação ferroviária que liga Lisboa à margem sul do Tejo, utilizando a ponte 25 de Abril. Em Lisboa, é construída a Estação do Oriente e com ela uma verdadeira plataforma intermodal de transportes, incluindo ligação ao metro e aos autocarros.
Relativamente ao comboio de alta velocidade, a ideia inicial surgiu ainda na década de oitenta, prolongando-se no tempo até aos dias de hoje. Foram feitos vários estudos, resultantes da necessidade de integração europeia do nosso caminho de ferro de forma articulada com a introdução da alta velocidade ferroviária. Previu-se que até 2013 o traçado Lisboa – Madrid estivesse concluído e a viagem Lisboa – Porto pudesse ser realizada em alta velocidade a partir de 2015.

## Transporte de passageiros
O transporte ferroviário está claramente vocacionado para ser concorrente e alternativo na mobilidade das pessoas nos fluxos urbanos, suburbanos, regionais e longo curso, distinguindo-se do modo rodoviário, colectivo e individual, por ser uma oferta de grande capacidade dirigida a grandes fluxos.
As funções que devem ser exercidas pelas linhas ferroviárias no que respeita ao transporte de pessoas são:
- Distribuição no centro: o transporte de pessoas, a curtas distâncias, na zona interna da cidade.
- Aproximação intra-metropolitana: interligação da zona metropolitana ao centro da cidade.
- Interligação regional: ligação de uma cidade ou conjunto de cidades a uma cidade metropolitana mais importante.
- Ligação interurbana: transporte de passageiros entre cidades ou regiões metropolitanas de igual importância ou mesmo cidades de diferentes países.
- Funções específicas, tais como, ligação a aeroportos, comboios turísticos, entre outros.

### Suburbano
Com o aumento do número de habitantes nas grandes cidades, motivado por diversos factores tais como êxodo rural, recebimento de correntes imigratórias, entre outros, e também devido à sucessiva  transformação econômica das cidades, obriga a um deslocamento diário de um maior número de pessoas.
O transporte suburbano é composto, normalmente, por várias carruagens movidas a diesel ou eléctricas, concebido para funcionar em ligação com outros meios de transporte.

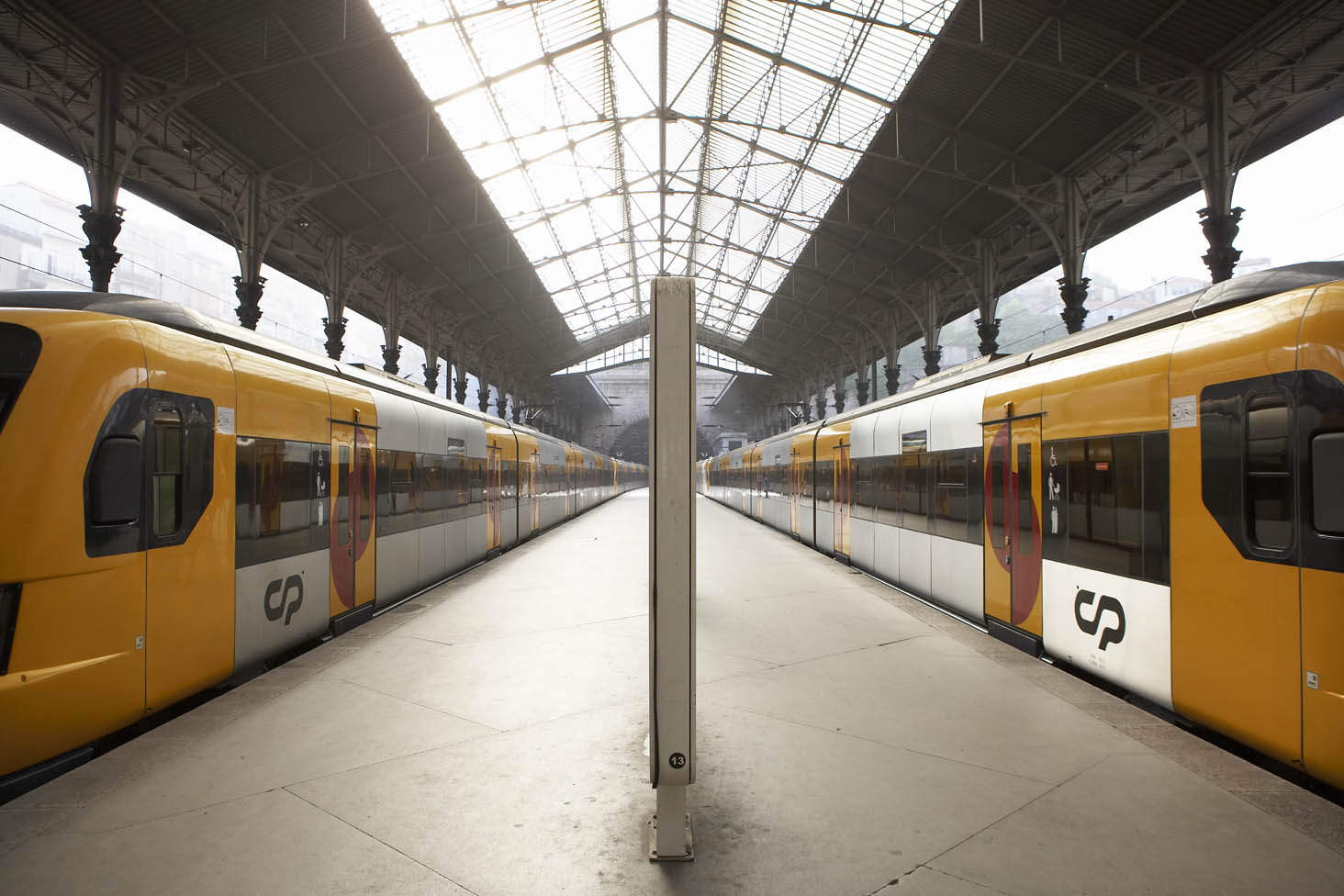
Figura 7. Duas automotoras UME3400, na Estação de São Bento, no Porto.

Este tipo de transporte serve sobretudo as grandes áreas urbanas (Figura 6). Facilita a mobilidade, contribuindo para a melhoria da qualidade de vida, através do descongestionamento do tráfego rodoviário e da redução da emissão de poluentes. Normalmente, estes serviços são reforçados nas horas de ponta. Em Portugal, as principais linhas suburbanas existentes concentram-se nas áreas metropolitanas de Lisboa e do Porto.
Em 2005, foram transportados nos serviços suburbanos de Lisboa um total de 117 milhões de passageiros, sendo a linha de Sintra aquela que apresenta um maior número de passageiros transportados. Relativamente ao Porto, o número de utentes dos seus suburbanos foi de 17 milhões, destacando-se os serviços suburbanos de Aveiro e Braga, que no conjunto representam cerca de 68% do total de passageiros transportados. A taxa de ocupação média anual representa valores relativamente baixos, função de uma procura predominantemente pendular concentrada nos períodos de ponta da manhã e da tarde.

### Média/longa distância
Na altura em que apareceram os primeiros comboios, não havia outro meio de transporte que vencesse a distância entre as cidades. Este facto conduziu a uma procura do transporte de longa e média distância. A criação destes serviços rápidos remonta à criação do caminho-de-ferro. No entanto, em moldes mais contemporâneos, estes serviços só chegaram a Portugal no final da década de 40, com a introdução, por parte da CP, do comboio Foguete Lisboa – Porto, com recurso às primeiras locomotivas diesel de linha que tinha acabado de receber, e às carruagens em inox importadas dos Estados Unidos da América.

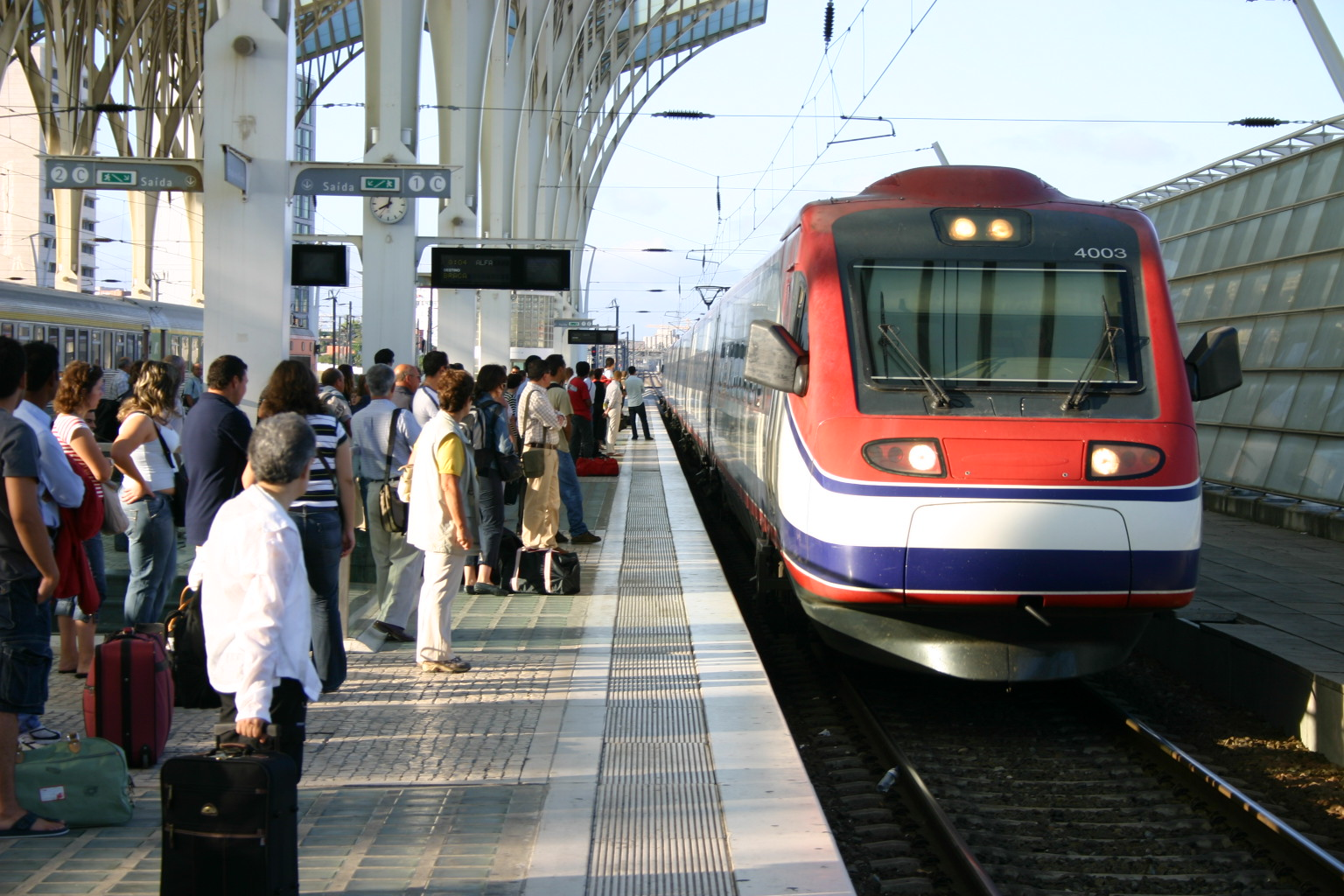
Figura 8. Comboio Alfa Pendular na Estação do Oriente.

Atualmente, em Portugal existe uma vasta rede de comboios que cobre todo o território continental português, assegurando também ligações internacionais para Vigo, Madrid e Paris. Os serviços de longo curso são efetuados pelos comboios Alfa Pendular, Intercidades e Internacionais. Os comboios topo de gama Alfa Pendular (Figura 7) são a ligação mais rápida e confortável entre Lisboa e o Algarve e também o norte do país, com a ligação ao Porto ou Braga, parando em Coimbra. O serviço Intercidades oferece ligações nos eixos Lisboa-Porto-Guimarães, Lisboa-Guarda, Lisboa-Covilhã, Lisboa-Évora-Beja e Lisboa-Faro. A ligação internacional é assegurada pelos Sud-Express e pelo comboio-hotel Lusitânia. As ligações de médio curso são efetuadas preferencialmente pelos comboios regionais.
Até 2005, não existia distinção entre os serviços de longo curso e os regionais. Ambos os serviços integravam a mesma unidade de negócios, a UVIR, Unidade de Viagens Interurbanas e Regionais. A partir deste ano, a UVIR deu origem a duas unidades de negócio distintas: a CP Regional e a CP Longo Curso, sendo esta a integrante dos serviços Alfa Pendular, Intercidades e Internacional.
O serviço regional tem registado uma perda significativa no número de passageiros ao longo dos últimos anos, sendo que o decréscimo anual desde 2001 tem sido de 2,8%. Ainda assim, importa referir que, em 2006, com a reformulação da oferta, verificou-se, no primeiro semestre, um aumento da procura dos serviços por parte dos utentes. Para racionalizar os recursos disponíveis, a CP realizou alterações, incrementando a utilização de automotoras, em detrimento da utilização de locomotivas e carruagens.
O número de passageiros nos comboios de longo curso tem vindo a aumentar gradualmente. No ano de 2008, a empresa ferroviária portuguesa bateu um recorde de passageiros, no mês de Julho, e desde o mês de Maio desse ano, a empresa tem tido um aumento continuado da procura do serviço de longa distância. Mas a empresa está nos seus limites de oferta, necessitando com urgência de novos comboios para responder à procura.

## Transporte de mercadorias

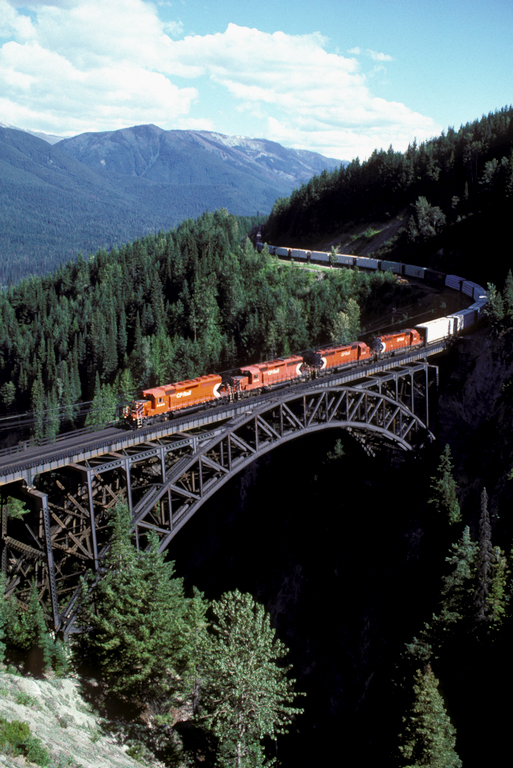
Figura 9. Comboio de mercadorias que atravessa Rogers & Flat Creek, Canadá.

O transporte ferroviário tem sofrido significativas evoluções técnicas, tornando-se cada vez mais rápido, seguro, cómodo e econômico. Com a evolução, houve a criação de vagões que dão resposta à necessidade de deslocação de certas mercadorias, tais como, os vagões – frigorífico, vagões – cisterna, entre outros.
Para o transporte de mercadorias (Figura 8), são fixados preços e condições que são reunidos em tabela, aos quais se dá o nome de tarifa. Os preços da tarifa variam de acordo com a distância, peso e dimensão do bem a transportar. Para comprovar o transporte, é emitido um documento, a declaração de expedição, que tem de acompanhar o expedidor até à entrega do produto ao destinatário.
A circulação de bens e mercadorias entre diferentes países obriga ao cumprimento de um agregado de formalidades. Todas as mercadorias que circulam nas diversas redes ferroviárias têm de se fazer acompanhar por um documento identificativo denominado CIM (Declaração de Expedição de Tráfego Internacional), que substitui o documento de trânsito, facilitando todo o procedimento. Quando se trata de mercadorias comunitárias apenas é necessária a factura da mercadoria. No entanto, se as mercadorias forem extra-comunitárias, é indispensável um despacho aduaneiro.

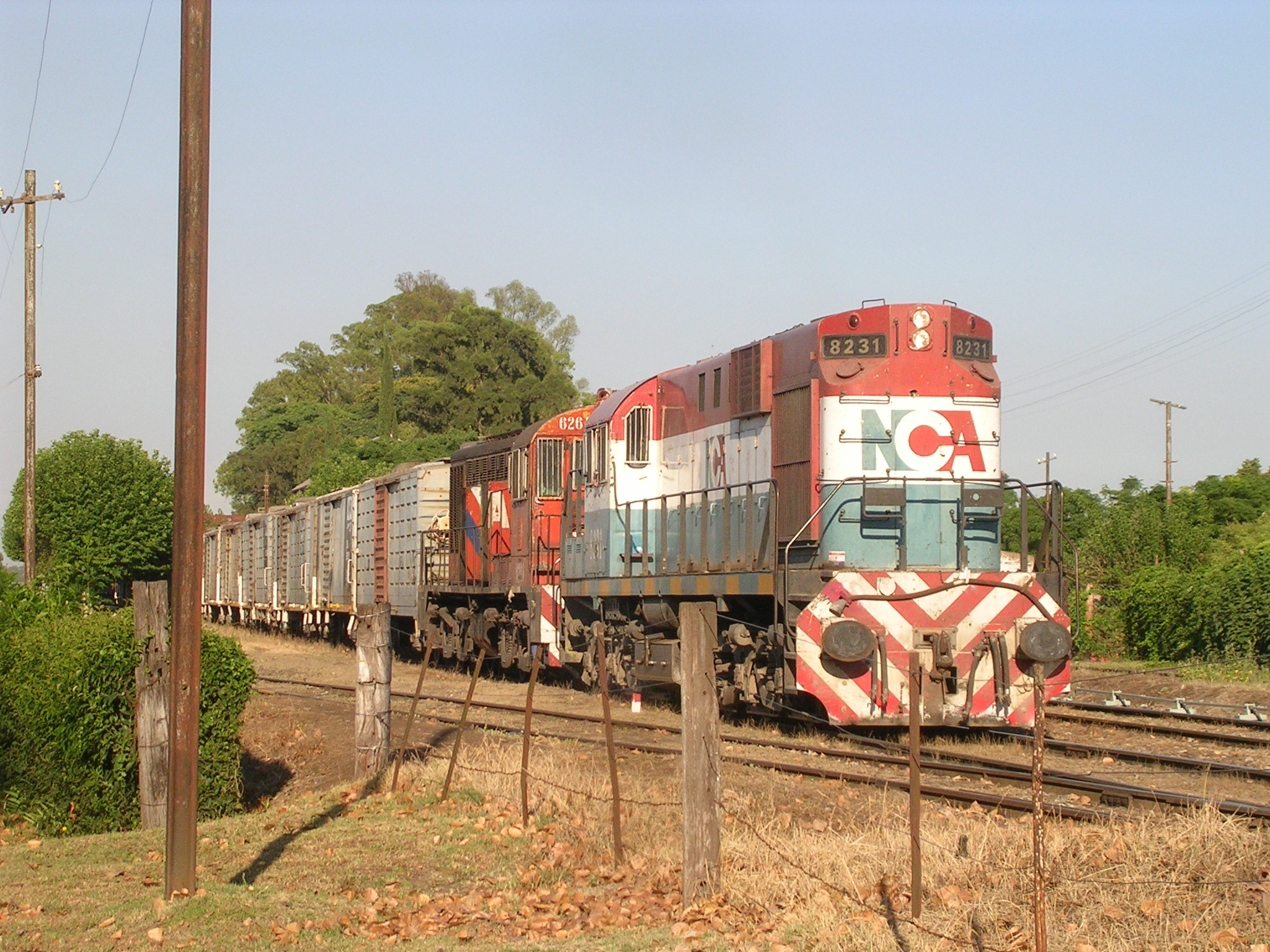
Figura 10. Comboio de mercadorias argentino.

O transporte de mercadorias perigosas também tem associado um regulamento, o RPF (Regulamento Nacional do Transporte de Mercadorias Perigosas por Caminho de Ferro). Neste documento está descrita a informação sobre quais as mercadorias perigosas que podem ser transportadas por caminho-de-ferro no território nacional e os termos em que esse transporte pode ser realizado.
Os principais terminais ferroviários existentes em Portugal são:
- Terminal da Bobadela: este terminal está equipado com pórticos, máquinas de elevação de contentores, empilhadores, porta – paletes.
- Terminal de Leixões: o terminal tem três linhas de carga e descarga de vagões, conhecidas por Linha da Máquina, Linha do Pórtico e Linha Nova. Estas linhas estão, normalmente, afetas a tráfegos específicos, apesar de existirem excepções, em função da diversidade de tráfego que surja diariamente. A Linha do Pórtico de carga e descarga de contentores em vagões, abarca duas linhas férreas, sendo uma linha de parque, capaz de posicionar três contentores em altura, e uma via para camiões.

O transporte de mercadorias (Figura 9) pode ser dividido em quatro tipos de serviços: combinado, materiais de construção, multicliente e outros tráfegos especializados (Figura 10).
Combinado
- Contentores e caixas móveis: as mercadorias são contentorizadas e existe a possibilidade de associar o transporte ferroviário com os demais meios de transporte. Com este método não há risco de ruptura de carga nem manipulações intermédias.

Materiais de construção
- Areia
- Cimento: o transporte de cimento é feito a granel, em pacote e em paletes.
- Brita e rochas ornamentais
- Materiais de via-férrea: dentro desta categoria é possível transportar balastro, carril, travessas, aparelhos de mudança de via, maquinaria de construção de via.
- Produtos cerâmicos: transporte de tijolo e telha, entre outros, em vagões – plataforma.

Multicliente

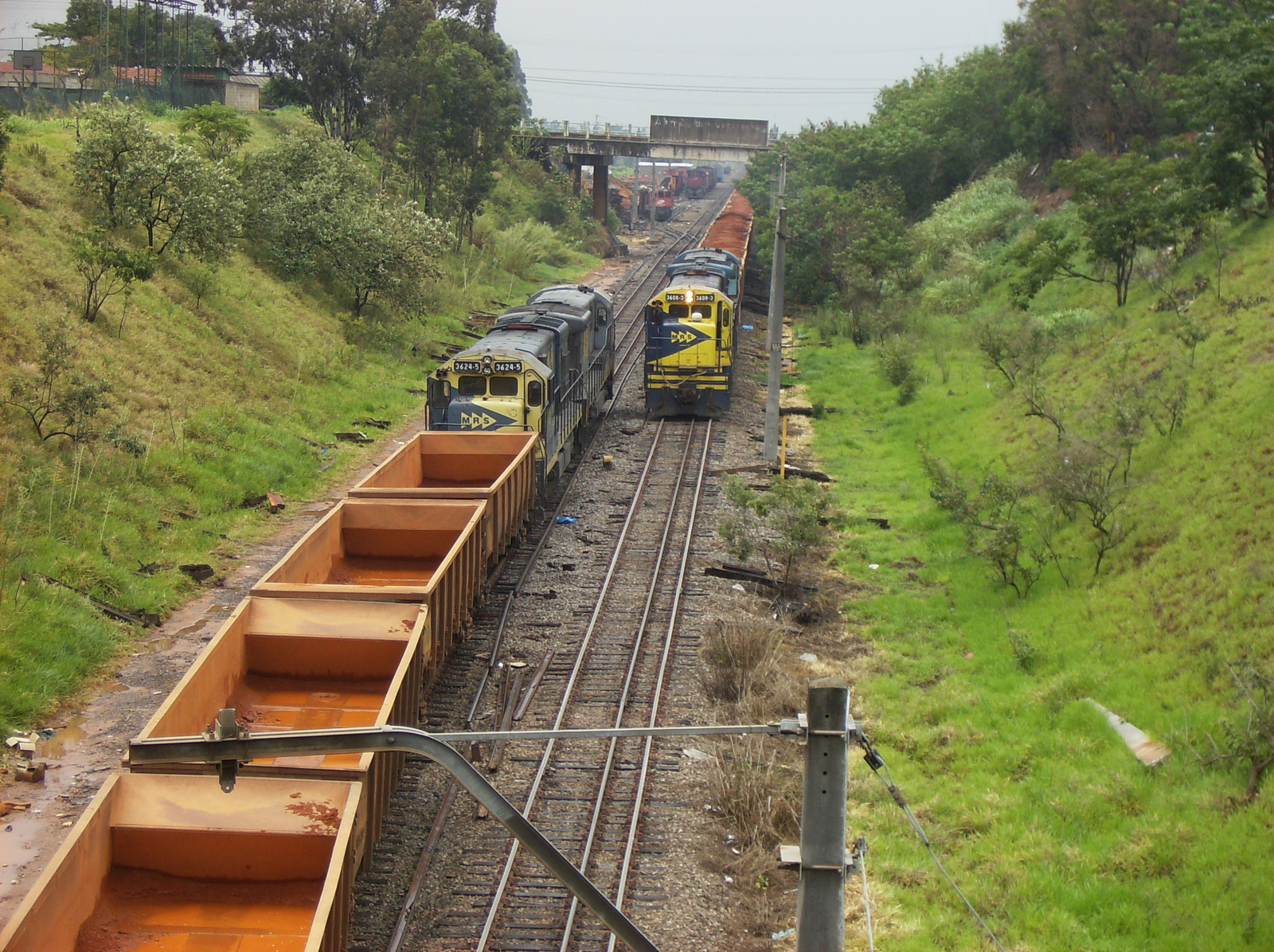
Figura 11. Transporte de mercadorias.

- Agro-industriais: transporte de cereais, rações e adubos, a granel, empacotado ou em palete.
- Madeiras: todos os tipos de madeira e seus derivados.
- Produtos siderúrgicos: tais como varão, malha, bobines, tubos e sucata.

Tráfegos especializados
- Carvão
- Automóveis: o facto de um comboio poder ter um comprimento aproximado de 500 metros, possibilita o transporte de mais de duas centenas de automóveis de uma só vez. Para além disso, o transporte ferroviário também é utilizado no transporte de componentes necessários à indústria automóvel.
- Minérios
- Combustíveis: o transporte de combustíveis exige vagões e cuidados especiais visto serem produtos nocivos e explosivos. Nesta classe de produtos é possível incluir petróleo, gás, gasóleo, gasolina,  resíduos, entre outros.
- Produtos químicos: esta classe de produtos inclui todo o tipo de substâncias que, ao serem descartadas, podem apresentar efeitos nocivos para a saúde humana e/ou para o meio ambiente, quando manipuladas desadequadamente. Como exemplo, é possível transportar amoníaco, carbonato, anilina.

## Infra-estruturas

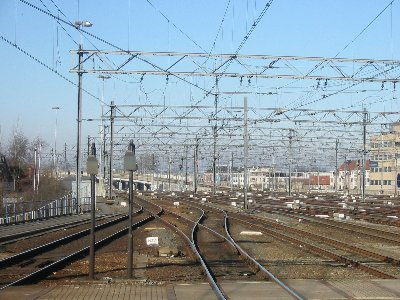
Figura 12. Zona de triagem em Utrecht, Países Baixos.

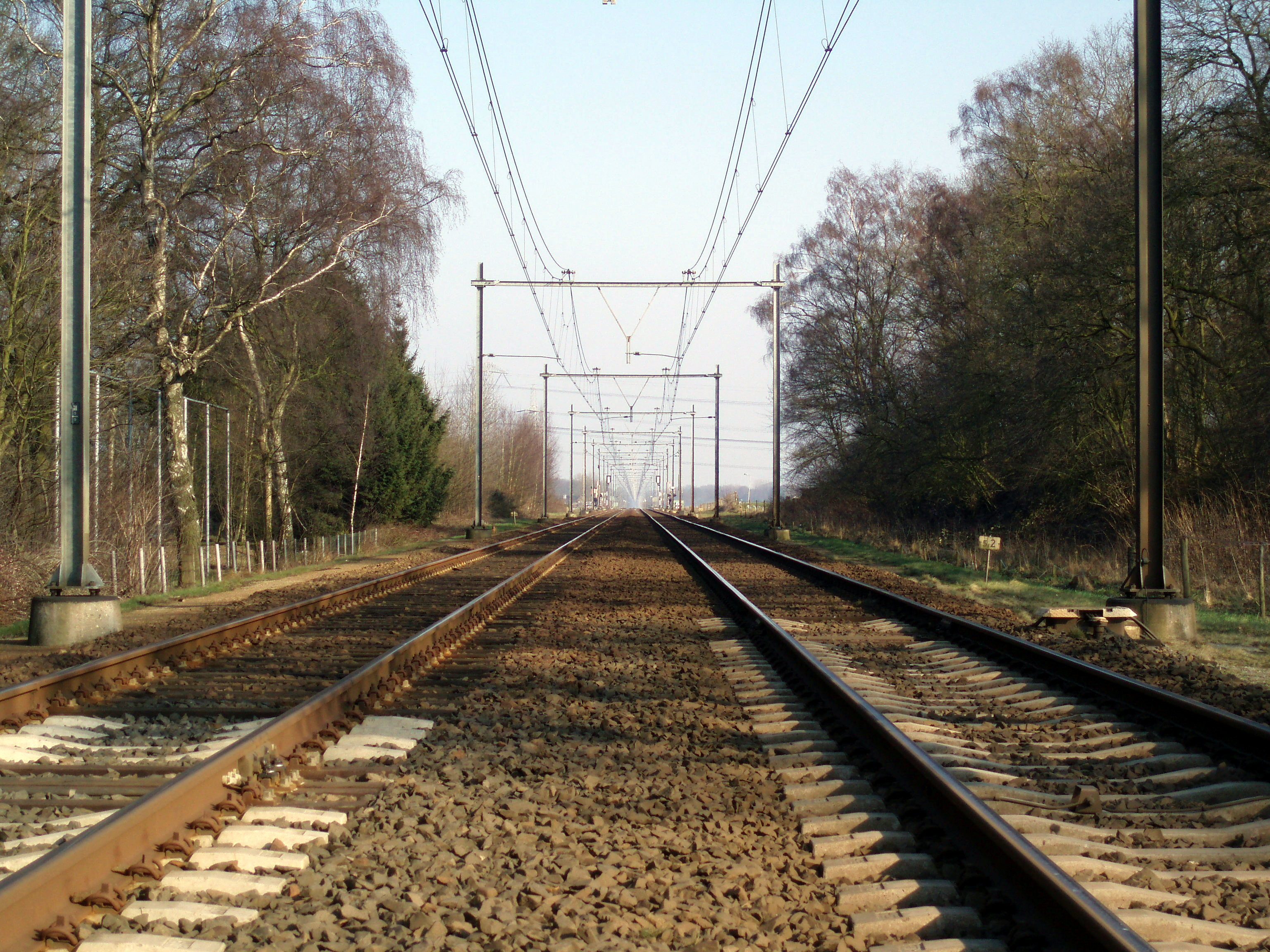
Figura 13. Linha ferroviária electrificada em Zwolle, Países Baixos.

Os principais conceitos associados às infra-estruturas (Figura 11) do transporte ferroviário são os que se seguem:
- Caminho-de-ferro: via de comunicação por carril para utilização exclusiva dos veículos ferroviários.
- Metropolitano: caminho-de-ferro eléctrico destinado ao transporte de passageiros, com capacidade para tráfego muito intenso. É composto por várias carruagens, caracterizando-se pela sua alta velocidade (cerca de 30 – 40 km/h nas distâncias mais curtas e 40 – 70 km/h nas mais longas), rápida aceleração, sistemas de sinalização sofisticados e ausência de passagens de nível, o que permite uma frequência elevada de comboios com grande ocupação do cais. O metro caracteriza-se ainda pela elevada quantidade de estações, normalmente a intervalos de 700m – 1 200m.
- Metro ligeiro: caminho-de-ferro para o transporte de passageiros que utiliza frequentemente carruagens eléctricas sobre carris, as quais funcionam isoladamente ou em comboios curtos.
- Rede de caminho-de-ferro: todos os percursos de caminho-de-ferro de uma área determinada.
- Via: par de carris sobre os quais podem circular veículos ferroviários.
- Bitola: distância entre um par de carris, medida entre as extremidades interiores das cabeças dos carris. As bitolas mais utilizadas são a via normal (1,435m), a via larga (1,6m) e a via reduzida (1m).
- Gabarito: perfil sobre os carris através do qual os veículos ferroviários devem poder passar.
- Via principal: via que assegura a continuidade de uma linha de uma ponta a outra, utilizada para circulação de comboios entre estações ou locais indicados nas tarifas como pontos independentes de partida ou de chegada, para o transporte de passageiros ou de mercadorias.
- Via electrificada: via com um fio de contacto aéreo ou com carril condutor que permite a tracção eléctrica.
- Vias de junção: bifurcação de uma via principal.
- Via de junção privada: via ou conjunto de vias que não pertencem à empresa de caminho-de-ferro, mas se encontram ligadas à via de uma empresa de caminho-de-ferro, permitindo servir, sem necessidade de transbordo, um estabelecimento ou grupo de estabelecimentos industriais, comerciais ou portuários.
- Linha: uma ou mais vias principais adjacentes constituindo um itinerário entre dois pontos.
- Linha dedicada à grande velocidade: linha especialmente concebida para permitir circular a velocidades iguais ou superiores a 250 km/h sobre os segmentos principais.
- Comprimento médio de linha explorada: comprimento da linha utilizada para tráfego durante o ano considerado (incluindo as linhas exploradas conjuntamente com outras empresas de caminho-de-ferro) mais o comprimento médio das linhas abertas ou fechadas durante o ano (ponderadas em função do número de dias durante os quais foram exploradas).
- Linha electrificada (Figura 12): linha com uma ou mais vias de circulação electrificadas.
- Tipos de corrente eléctrica: a corrente utilizada pode ser alterna ou contínua.
- Velocidade máxima de exploração: velocidade máxima autorizada em serviço comercial, tendo em conta as características técnicas da infra-estrutura.

### Rede ferroviária
A classificação da rede ferroviária segue uma hierarquia determinada por critérios funcionais que decorrem de aspectos qualitativos associados aos níveis de procura e à lógica de organização territorial. As vias de caminho-de-ferro são preferencialmente construídas em ligação às infra-estruturas que, em coexistência com a rede ferroviária, contribuem para uma perspectiva de intermodalidade no sistema de transportes, como é o caso dos aeroportos, portos e plataformas logísticas.
- Rede Principal

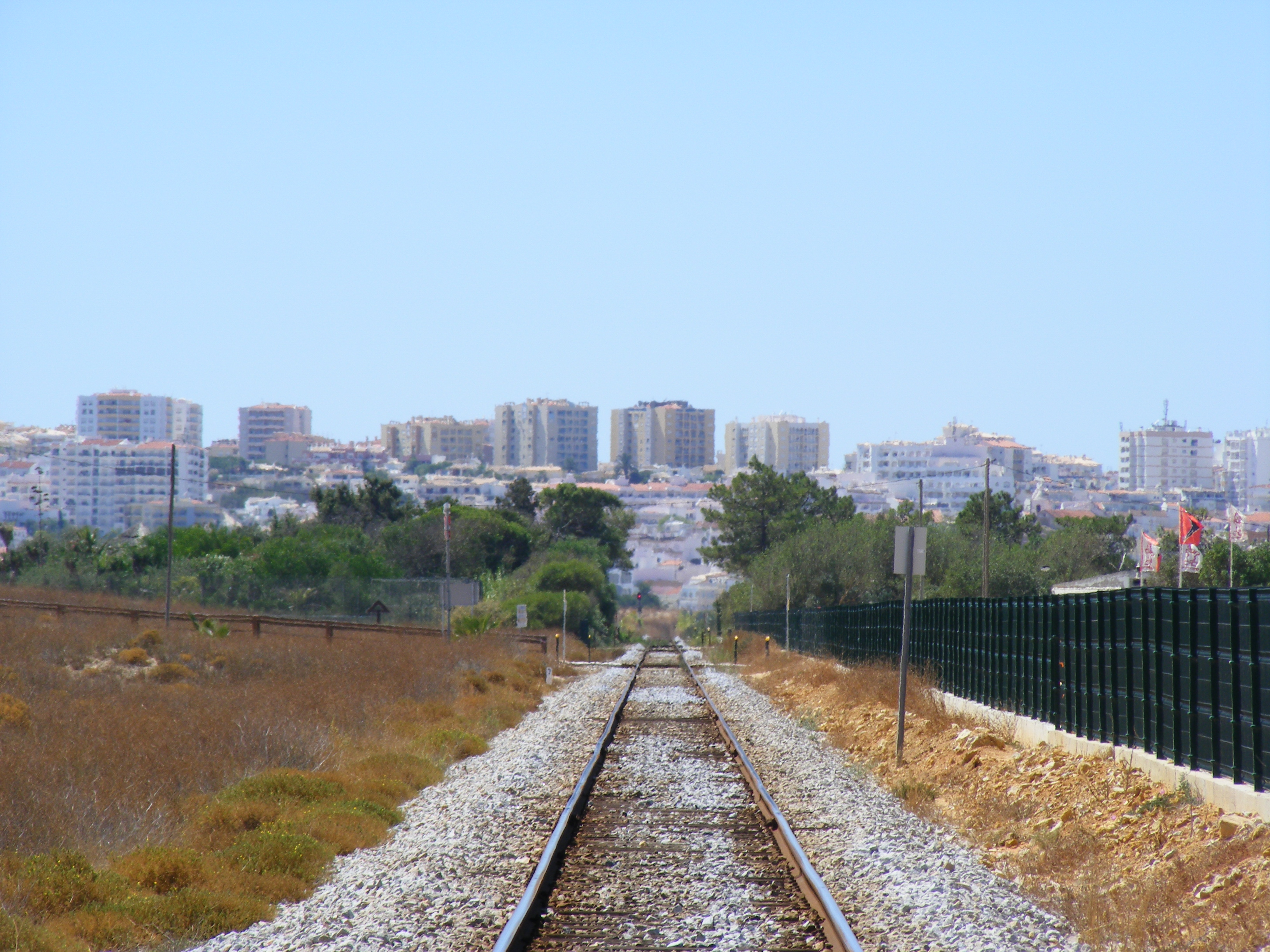
Figura 14. Via ferroviária perto de Lagos, Portugal.

A rede ferroviária principal (Figura 13) identifica-se com os eixos de maior procura e com as fundamentais acessibilidades às plataformas logísticas, portos, aeroportos e fronteiras. Esta rede deve corresponder, em termos de parâmetros técnicos de infra-estrutura e serviços, aos padrões superiores da oferta de transporte ferroviário.
Em Portugal, a rede principal desenvolve-se, no sentido longitudinal, em função de um corredor litoral que percorre o país de norte a sul, cobrindo as áreas dos principais portos, aeroportos, plataformas logísticas, capitais de distrito do litoral e ainda a ligação à fronteira espanhola, complementada por corredores transversais à linha norte-sul.
- Rede complementar

As principais funções da rede ferroviária complementar são o fecho das malhas e a ligação à rede principal. Serve, ainda, para cobrir territórios com uma procura menor, garantindo a ligação à rede principal. Com a entrada em exploração da alta velocidade, a rede complementar passará a desempenhar, essencialmente, funções de distribuição no território, assegurando a ligação às localidades que não são servidas pela rede principal.
- Rede secundária

A associação que é feita à rede ferroviária secundária é, essencialmente, de uma rede responsável pelos serviços de transporte de baixa procura, adaptados às características da respectiva área: densidade populacional, mobilidade e atividades instaladas.
A exploração da rede secundária, dedicada ao serviço de passageiros, é objecto de parcerias com autarquias ou outras entidades, públicas ou privadas, com interesse em viabilizar este tipo de transporte.

### Estações

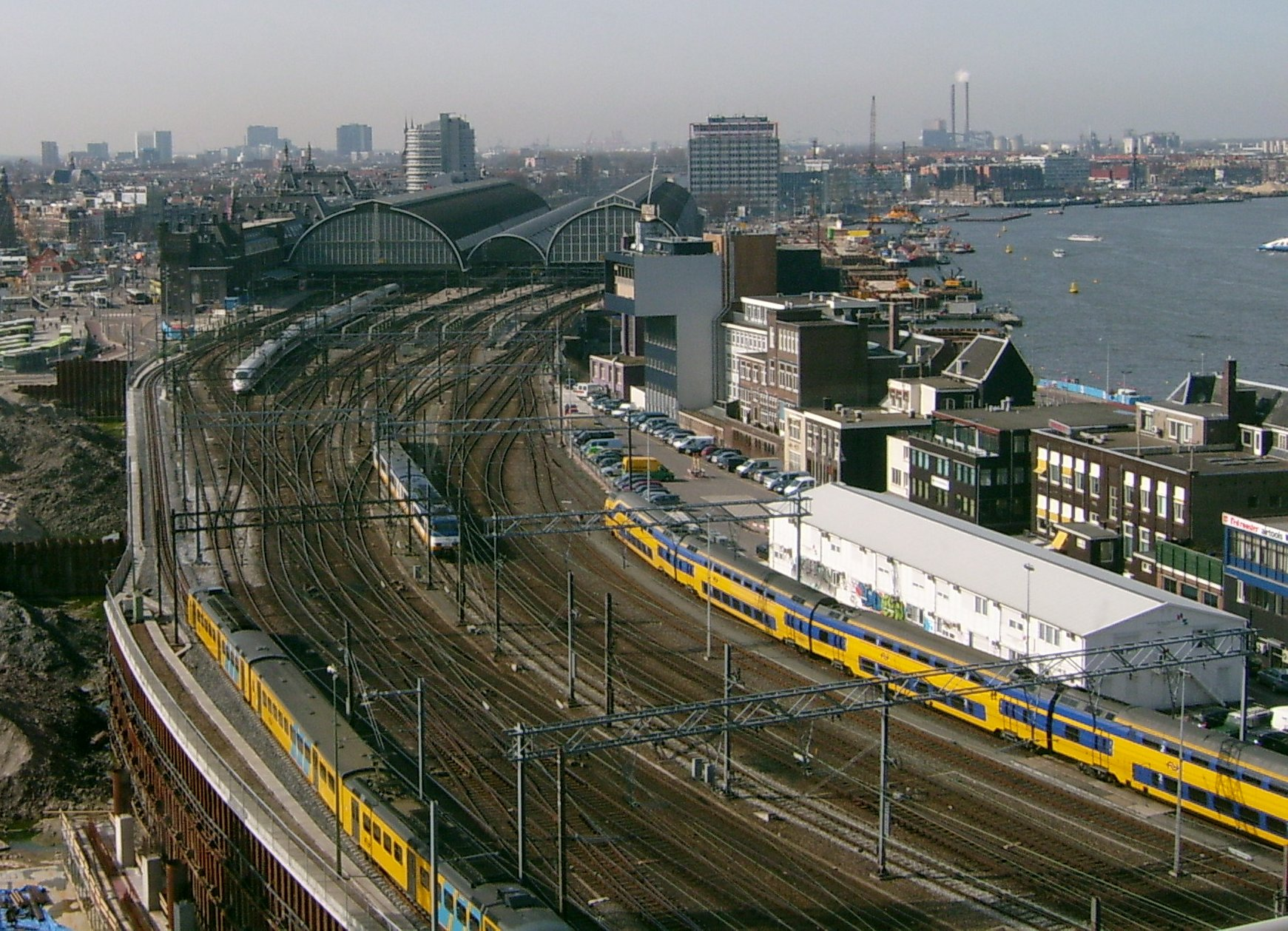
Figura 15. Zona oriental da estação central de Amesterdãm.

As estações ferroviárias (Figura 14) tiveram um papel preponderante durante toda a evolução do caminho-de-ferro e do transporte ferroviário como o conhecemos atualmente. No Século XIX foram responsáveis pela dinamização das cidades, ou mesmo pela fundação de núcleos urbanos, sendo referências locais incontornáveis.
Os aspectos funcionais de uma estação, para a operatividade dos comboios, variam de acordo com a dimensão da mesma. São eles:

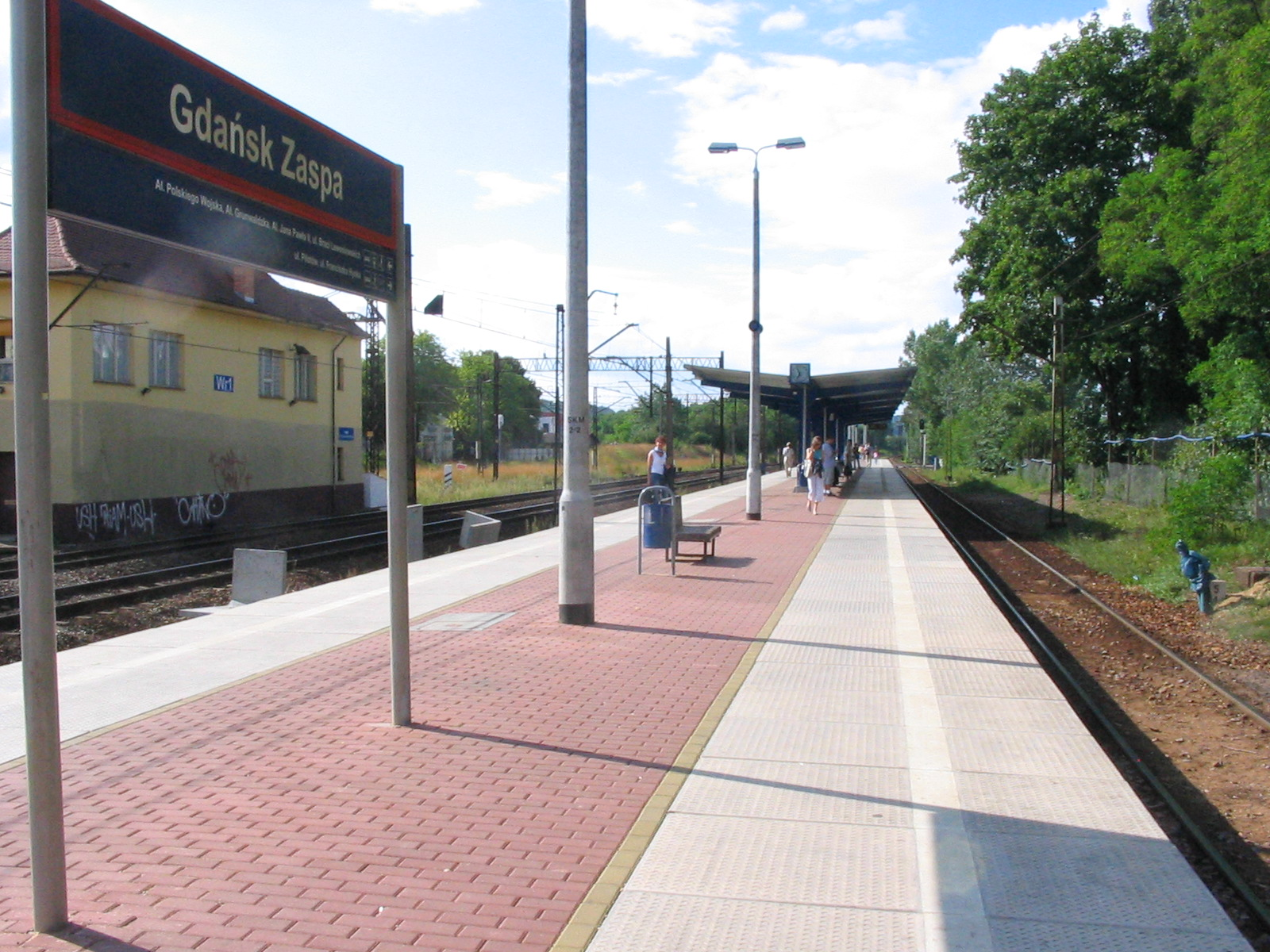
Figura 16. Plataforma para embarque e desembarque de passageiros.

- Plataforma para embarque e desembarque de passageiros (Figura 15) e mercadorias, localizada junto à via-férrea, com uma elevação física relativa ao nível do terreno, permitindo o embarque nos comboios sem grandes dificuldades.
- Cobertura para abrigo de passageiros e mercadorias contra eventuais intempéries durante o embarque.
- Compartimentos para os trabalhos de administração e de licenciamento dos comboios e ainda locais para venda de bilhetes.
- Locais de espera para os passageiros.
- Armazém de cargas e mercadorias.

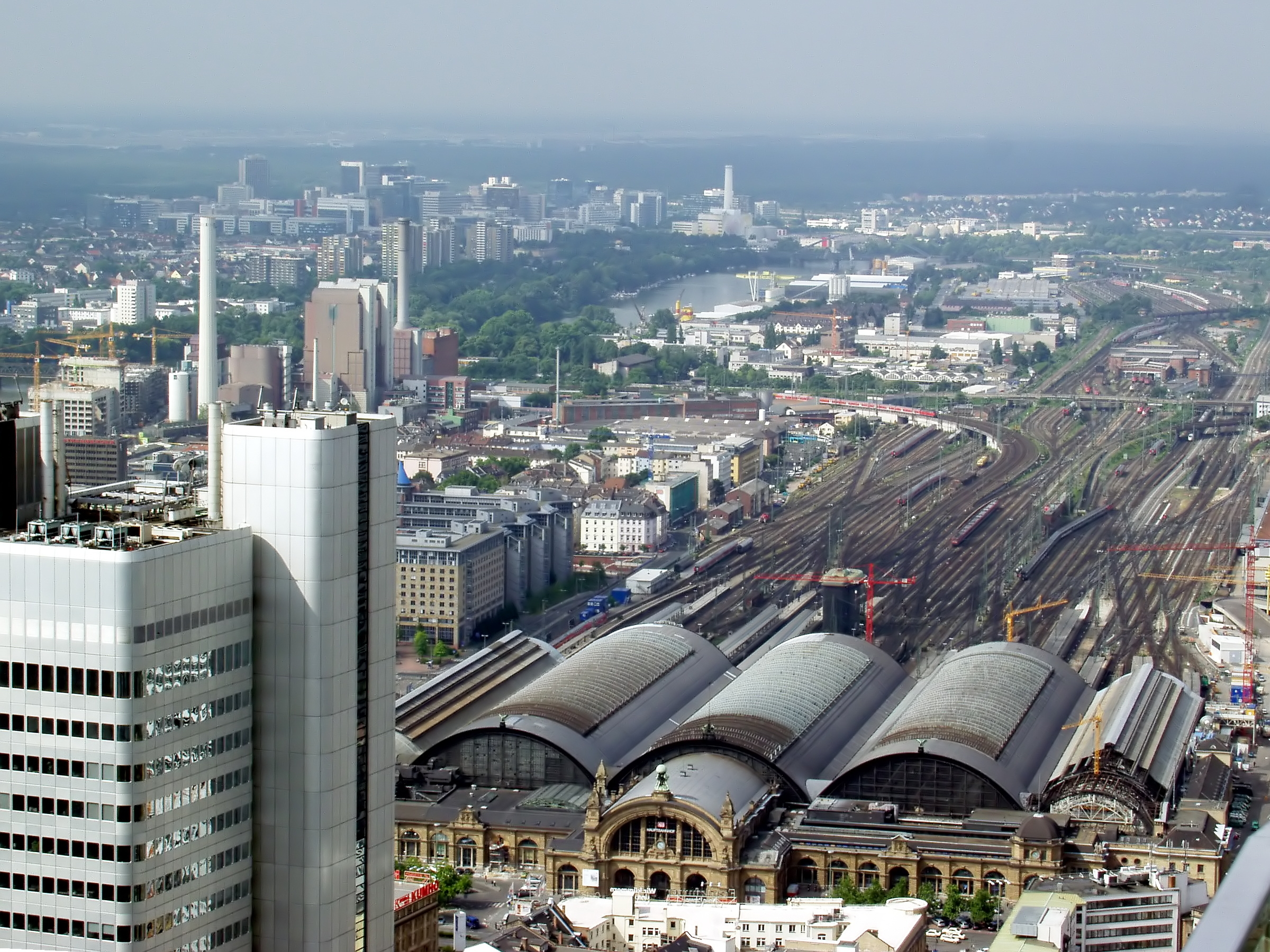
Figura 17. Estação central de Frankfurt.

No século XIX, com a existência das locomotivas a vapor, eram necessários, ainda, alguns equipamentos fundamentais à manutenção das máquinas, destacando-se:
- Depósito de água suspenso para abastecimento da caldeira
- Reservatório de carvão que era utilizado como combustível

Do ponto de vista do percurso, as estações ferroviárias (Figura 16) podem ser classificadas de três formas: estações de passagem ou intermédias, que se situam entre o início e o final do percurso; estações terminais, onde os comboios estacionam após o cumprimento do percurso e iniciam um novo trajeto; e as estações de transferência ou de entroncamento, onde o passageiro pode trocar o percurso.
Algumas das estações de comboios mais antigas têm como decoração característica painéis de azulejos, símbolo presente em qualquer cidade ou vila portuguesa. Estes painéis retratam os costumes locais. Na estação de São Bento, no Porto, estão presentes vários painéis, com um total de vinte mil azulejos, que relatam a história dos caminhos-de-ferro, assim como episódios célebres da história de Portugal. Já na estação de Santarém existem 16 painéis de azulejo que retratam, entre outros, a tomada de Santarém aos Mouros e a ponte sobre o Tejo. Também em Sines se pode admirar uma estação coberta de azulejos. Estes retratam a história da cidade e a vida dos pescadores ali presentes.

## A alta velocidade

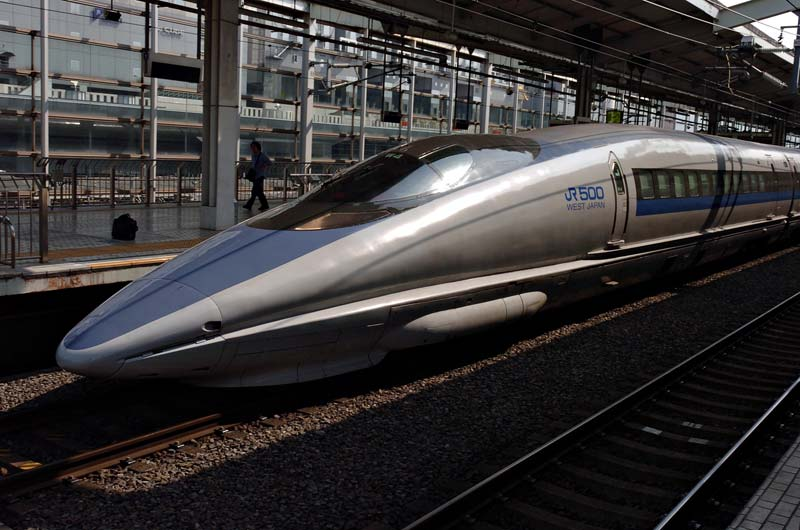
Figura 18. Os comboios japoneses Shinkansen foram os precursores dos comboios de alta velocidade. Na imagem, um Shinkansen da West Japan Railway Company da série 500 em Quioto.

A alta velocidade surge da necessidade de uma ligação rápida entre os principais aglomerados urbanos, aumentando assim a eficácia na mobilidade das populações. Este serviço rápido de transporte ferroviário diz respeito ao transporte de passageiros a uma velocidade operacional entre 200 e 300 km/h. O transporte de passageiros a alta velocidade teve origem no Japão (Figura 17), com a construção da linha Tokaido Shinkansen, que liga Tokyo e Osaka, com o intuito de ser uma alternativa eficaz às auto-estradas congestionadas e aos aeroportos sobrelotados. Para além do Japão, países como a França, Alemanha, Espanha e Coreia do Sul tiveram e continuam a ter um importante papel no desenvolvimento deste sistema de transporte.
Na Europa, o comboio de alta velocidade francês, o TGV (train à grande vitesse) teve primordial importância no desenvolvimento da rede de alta velocidade (Figura 18). Após o sucesso do TGV francês, primeiro comboio de alta velocidade europeu, vários países da Europa seguiram o exemplo da França e, neste momento, a expansão da rede de alta velocidade é um objectivo comum a países como a Alemanha, Itália, Espanha, Portugal, Bélgica, Inglaterra, Holanda, Coreia do Sul, China e Taiwan. Na Europa, a expansão da rede de alta velocidade é uma prioridade inerente à criação da Rede Transeuropeia de Transporte.

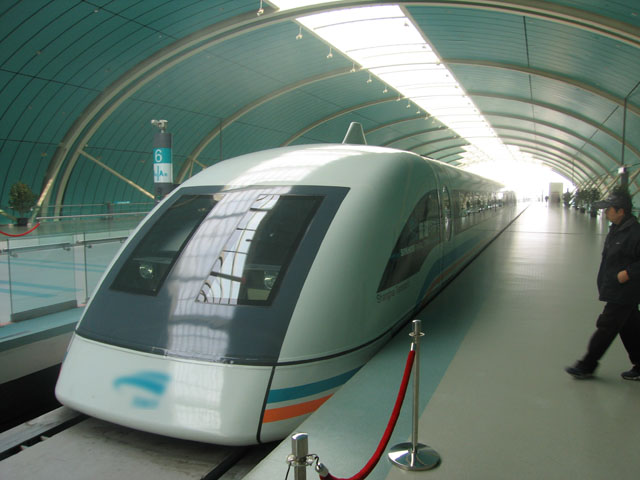
Figura 19. O Transrapid de Xangai circula graças à levitação magnética.

Face a outros tipos de transporte, a alta velocidade apresenta várias vantagens. No caso do transporte aéreo, a alta velocidade é o principal concorrente uma vez que consegue tempos de viagem mais curtos, redução das exigências de check-in, redução dos procedimentos durante o embarque e localização das estações (localizadas no centro das cidades, ao invés dos aeroportos que na sua maioria se encontram na periferia). Para além disso, a rede de alta velocidade permite uma enorme capacidade de transporte, fomentando a interoperabilidade e a intermodalidade, não está limitada por condições climatéricas adversas, consegue uma elevada taxa de serviço, ao não apresentar passagens de nível, garante viagens mais seguras e o facto de o material circulante ter tecnologia de ponta, aumenta a satisfação e confiança dos passageiros.
A expansão da rede de alta velocidade mundial tem tido como principais factores limitadores a especificidade das infra-estruturas necessárias, a limitação de terrenos para criar infra-estruturas específicas, a distância entre estações e a necessidade de conjugação com outros sistemas ferroviários.
Em Portugal
A necessidade de construção de infra-estruturas de forma a criar interoperabilidade de uma rede de alta velocidade em Portugal com o resto da Europa foi anunciada no Projeto Nacional de Alta Velocidade, apresentado em 2005. Este projeto é um complemento da Rede Transeuropeia de Transporte Ferroviário. Nele está prevista a integração do caminho-de-ferro português na Rede Transeuropeia, a estruturação da Frente Atlântica de forma a aumentar as relações com os mercados extra comunitários da América e África, a integração nas modernas redes de cidades ao nível da Europa, o desenvolvimento regional nas fases de construção e exploração assim como o favorecimento da intermodalidade.
A futura Rede de Alta Velocidade nacional irá ligar os principais centros de mobilidade de pessoas e bens da Península Ibérica. Será toda feita em bitola europeia e será formada por um Corredor Litoral (entre a Galiza e Lisboa) que se liga às demais ligações: uma a Norte, em direção a Salamanca - Bordéus, e outra a Sul, em direção a Évora, Elvas/Badajoz - Madrid - Barcelona - Marselha, sendo ainda esperada a ligação, a partir de Évora em direção a Faro/Huelva.

## Equipamentos de transporte
Os equipamentos que estão, vulgarmente, associados ao transporte ferroviário estão listados de seguida.
- Veículo ferroviário: material móvel que circula exclusivamente sobre carril, com tração própria (veículos tratores) ou rebocado (carruagens, reboques de automotora, furgões e vagões).
- Eléctrico: veículo rodoviário de passageiros concebido para levar sentadas mais de nove pessoas (incluindo o condutor), ligado a condutores eléctricos ou movido a diesel e que se desloca sobre carris.
- Veículo ferroviário a grande velocidade: veículo ferroviário concebido para circular a uma velocidade de cruzeiro de pelo menos 250 km/h sobre as linhas dedicadas à grande velocidade.
- Veículo motor: veículo equipado com fonte de energia e motor ou apenas com motor, destinado unicamente a rebocar outros veículos ou destinado tanto a rebocar outros veículos como a transportar passageiros e/ou mercadorias.
- Locomotiva: veículo ferroviário equipado com fonte de energia e motor ou apenas com motor, utilizado para rebocar veículos ferroviários.
- Locomotiva a vapor: locomotiva, de cilindro ou turbina, em que a força motriz é o vapor, independentemente do tipo de combustível utilizado.
- Locomotiva eléctrica: locomotiva com um ou mais motores eléctricos, accionados principalmente por energia eléctrica transmitida por fios aéreos ou carris condutores, ou proveniente de acumuladores incorporados na locomotiva.
- Locomotiva diesel: locomotiva cuja fonte de energia principal é um motor diesel, independentemente do tipo de transmissão instalada.
- Automotora: veículo ferroviário com motor, construído para o transporte de passageiros ou mercadorias por caminho-de-ferro.
- Veículo ferroviário para transporte de passageiros: veículo ferroviário para transporte de passageiros, mesmo quando inclui um ou mais compartimentos ou espaços especialmente reservados para bagagem, volumes, correio, etc.
- Carruagem: veículo ferroviário para transporte de passageiros diferente de automotora ou de reboque de automotora.
- Reboque de automotora: veículo ferroviário para transporte de passageiros, acoplado a uma ou mais automotoras.
- Capacidade de transporte do veículo para transporte de passageiros: número de lugares sentados e de camas e número de lugares em pé autorizados num veículo para transporte de passageiros, quando este assegura o serviço a que se destina.
- Furgão: veículo ferroviário sem motor que entra na composição dos comboios para transporte de passageiros ou de mercadorias e é utilizado pelo pessoal do comboio, bem como, se necessário, para o transporte de bagagens, volumes, bicicletas, etc.
- Vagão: veículo ferroviário normalmente destinado ao transporte de mercadorias.
- Vagão privado: vagões que não pertencem à empresa de caminho-de-ferro principal, mas registados por ela e autorizados a circular em determinadas condições, bem como vagões alugados pela empresa de caminho-de-ferro a terceiros e explorados como vagões privados.
- Vagão coberto: vagão caracterizado pela sua construção fechada e pela segurança que proporciona às mercadorias nele transportadas (pode ser fechado a cadeado ou selado).
- Vagão isotérmico: vagão coberto em que a caixa é construída com paredes, portas, chão e tejadilho isoladores, através dos quais as transferências de calor entre o interior e o exterior são reduzidas ao mínimo.
- Vagão frigorífico: vagão isotérmico que utiliza uma fonte de frio (gelo natural, placas eutéticas, gelo carbônico, gases liquefeitos, etc.) diferente dos equipamentos mecânicos ou de absorção.
- Vagão frigorífico mecânico: vagão isotérmico, com instalação de equipamento refrigerador individual ou a funcionar colectivamente com outros vagões de transporte.
- Vagão calorífico: vagão isotérmico equipado com um dispositivo de produção de calor.
- Vagão aberto de bordos altos: vagão sem tejadilho e com bordos rígidos, superiores a 60 cm de altura.
- Vagão – plataforma: vagão sem tejadilho o u bordos, ou vagão sem tejadilho mas com bordos não superiores a 60 cm de altura, ou com balanceio transversal de tipo normal ou especial.
- Vagão – cisterna: vagão destinado ao transporte a granel de líquidos ou gases.
- Vagão – silo: vagão destinado ao transporte a granel de produtos em pó tais como cimento, farinha, gesso, etc.

A capacidade de carga de um vagão corresponde ao peso máximo autorizado de mercadorias que pode transportar.

## Empresas ferroviárias
São consideradas como empresas de caminho-de-ferro principais as seguintes:
- Alemanha: Caminhos-de-ferro federais alemães, Caminhos-de-ferro do Estado alemão (DB)
- Áustria: Caminhos-de-ferro federais austríacos (ÖBB)
- Bélgica: Sociedade nacional dos caminhos-de-ferro belgas (SNCB/NMBS)
- Bielorrússia: Caminhos-de-ferro bielorrussos (BC)
- Brasil: Rumo Logística Operadora Multimodal; MRS Logística; VLI Multimodal; Vale; VALEC Engenharia, Construções e Ferrovias S/A
- Bulgária: Caminhos-de-ferro do Estado búlgaro (BDZ)
- Canadá: Caminho-de-Ferro Nacional Canadense (CNR), Caminho-de-Ferro do Pacífico Canadiano (CP)
- China: Companhia do grupo de caminhos-de-ferro estatais da China
- Coreia do Sul: Corporação de caminhos-de-ferro da Coréia (KORAIL)
- Croácia: Caminhos-de-ferro croatas (HZ)
- Dinamarca: Caminhos-de-ferro do Estado dinamarquês (DSB)
- Eslováquia: Zcheznice Slovenskey Republiky (ZSR)
- Eslovênia: Caminhos-de-ferro eslovenos (SZ)
- Espanha: Rede nacional dos caminhos-de-ferro espanhóis (RENFE)
- Estados Unidos: Associação dos caminhos-de-ferro norte-americanos (AAR)
- Finlândia: Caminhos-de-ferro do Estado finlandês (VR)
- França: Sociedade nacional dos caminhos-de-ferro franceses (SNCF)
- Grécia: Organização dos caminhos-de-ferro helénicos (CH)
- Hungria: Caminhos-de-ferro do Estado húngaro (GYSEV/ROEE)
- Irlanda: Companhia de transportes irlandesa (CIE)
- Itália: Caminhos-de-ferro do Estado italiano (FS)
- Japão: Grupo dos Caminhos-de-Ferro do Japão (JR Group)
- Letónia: Caminhos-de-ferro do Estado letão (LDZ)
- Lituânia: Caminhos-de-ferro lituanos (LG)
- Luxemburgo: Sociedade nacional dos caminhos-de-ferro luxemburgueses (CFL)
- México: Caminho-de-ferro do Istmo de Tehuantepec; Caminho-de-ferro do Sudeste; Caminho-de-ferro Mexicano; Caminho-de-Ferro e Terminal do Vale do México, Kansas City Southern do Mexico
- Moçambique: Caminhos de Ferro de Moçambique (CFM)
- Noruega: Caminhos-de-ferro do Estado norueguês (NSB)
- Países Baixos: Caminhos-de-ferro holandeses (NS)
- Polónia: Caminhos-de-ferro do Estado polaco (PKP)
- Portugal: Comboios de Portugal (CP)
- Reino Unido: Caminhos-de-ferro britânicos (BR), caminhos-de-ferro da Irlanda do Norte (NIR)
- Chéquia: Ceske Draky (CD)
- Roménia: Caminhos-de-ferro romenos (CFR)
- Rússia: Ministério dos caminhos-de-ferro da Federação Russa
- Suécia: Caminhos-de-ferro do Estado sueco (BV), Administração nacional ferroviária sueca (SJ)
- Suíça : Caminhos-de-ferro federais suíços (CFF)
- Turquia: Caminhos-de-ferro estatais da República Turca (TCDD)
- Ucrânia: Caminhos-de-ferro ucranianos (UZ)

Portugal
Em Portugal, a empresa pública responsável pelo transporte ferroviário de passageiros e mercadorias, é a CP (Comboios de Portugal). Até 1997, a CP era a detentora da exploração dos serviços de transporte e das infra-estruturas. A partir desse ano, a CP passa a ser responsável apenas pelo serviço de transporte, enquanto que a gestão das infra-estruturas passa a estar a cargo da REFER (Rede Ferroviária Nacional). Neste âmbito, surge ainda o Instituto Nacional do Transporte Ferroviário, como entidade reguladora do sector.
Neste novo contexto econômico e legal, a CP desenvolve uma profunda adaptação ao mercado. Organiza-se em torno de diversas unidades de negócio, a fim de satisfazer as necessidades dos diferentes segmentos do mercado. A estrutura atual da empresa organiza-se nas seguintes unidades de negócio: transporte de mercadorias (CP Carga), serviços urbanos (CP Lisboa e CP Porto) e serviços de longo curso (CP Longo Curso e CP Regional), unidade de gestão de frota e alta velocidade.

## Pontos fortes, pontos fracos e principais ameaças
Como qualquer tipo de transporte existente, o transporte ferroviário tem vantagens e desvantagens que o caracterizam. Essas vantagens podem ser consideradas os pontos fortes para a sua utilização e, em contrapartida, as desvantagens são os pontos fracos.
O peso dos comboios obriga a um constante investimento em infra-estruturas, para garantir que os níveis de resistência e qualidade da via sejam garantidos. Além disso, as vias-férreas têm de ser implantadas totalmente, não podendo ser construídas por etapas. Também são necessários largos investimentos em material circulante e de tração, instalações fixas, terminais e equipamentos de carga e de descarga. Ainda assim, o transporte ferroviário possui grande capacidade de transporte, dependendo das características técnicas das vias, veículos e terminais. Não tem flexibilidade de rotas nem de horários, mas a velocidade operacional é elevada, tendo a vantagem de realizar o seu tráfego em vias exclusivas. Tem um custo operacional baixo, em relação ao peso total transportado, devido ao facto de ser econômico energeticamente. Não possui como vantagem o transporte porta-a-porta, pela dificuldade de parar um comboio em qualquer lugar da via-férrea. No entanto, tem como ponto a favor a segurança, que é controlada rigidamente.
Existe, também, uma desvantagem relacionada com o facto de o comboio não ser capaz de subir inclinações de terreno superiores a 1%. Isto implica que uma linha operacional de transporte ferroviário exige 50 quilômetros para subir 500 metros. Para conseguir fazer as curvas, o raio mínimo de curvatura tem de ser de 100 metros para as curvas serem realizadas em segurança, tendo em conta a velocidade do comboio.
Outro ponto a favor é a quantidade e variedade de veículos ferroviários, específicos para determinados fins. A locomoção pode ser realizada por veículos a vapor, diesel ou eléctricos e os vagões de transporte têm sido especializados para os diversos fins a que se destinam. Assim, dependendo da necessidade de transporte, o vagão utilizado é adaptado às condições.
Em Portugal e Espanha, a bitola utilizada é a larga. Isto torna a integração dos serviços ferroviários muito difícil, uma vez que é necessário mudar as mercadorias e passageiros a partir de um sistema ferroviário para outro. Como estão a ser feitas tentativas de estender os serviços ferroviários entre continentes e regiões, isto é um obstáculo importante, como por exemplo, entre a França e a Espanha. Também as normas e de sinalização e electrificação variam de país para país. Este problema é particularmente importante para a União Europeia, porque existe falta de interoperabilidade entre os Estados-membros.
As principais ameaças associadas à exploração do transporte ferroviário em Portugal estão relacionadas, fundamentalmente, com factores de ordem econômica e de ordenamento do território e infra-estruturas. Os custos e tempos de concretização para investimentos nas infra-estruturas ferroviárias são demasiado elevados. Há, também, um fator que normalmente não é tomado em conta, que diz respeito ao indesejável crescimento do transporte rodoviário, quando as políticas de intervenção na rede ferroviária não são ajustadas aos conceitos econômicos e funcionais. O desordenamento urbano também pode conduzir a dificuldades na promoção da intermodalidade, assim como a uma dispersão urbana.

## Segurança
A segurança é um dos valores mais prezados da actividade de transportes, com um forte impacto na qualidade percebida pelos clientes. O elevado nível de segurança de pessoas e bens constitui um patrimônio do caminho-de-ferro que importa valorizar e promover, no sentido de alcançar patamares sempre mais elevados de exigência. Quando se fala em intensificação da procura por este meio de transporte, esta é, também, uma questão pertinente a ser levantada. Num contexto de interoperabilidade das redes e dos sistemas, bem como da abertura do mercado, tanto no transporte nacional como internacional, este é um requisito essencial de funcionamento do sistema ferroviário transeuropeu.
Para a melhoria das condições de segurança a nível dos transportes ferroviários europeus, é vital a harmonização dos sistemas e funções em todos os Estados-Membros, sendo a observação e aplicação das diretivas comunitárias fundamental para o sector. A segurança é alcançada através de três áreas fundamentais de atuação: administrativa e contratual, técnica e operacional.
- Administrativa e contratual: pela aplicação das regras nacionais de segurança através de legislação e regulamentação; pela definição dos direitos e das responsabilidades de cada interveniente do sistema ferroviário, com vista a alcançar a harmonização dos indicadores, objetivos e métodos comuns de segurança e com a implementação das autorizações de segurança (gestores de infra-estruturas) e certificados de segurança (operadores de transportes ferroviários).
- Técnica: pela fixação de padrões específicos de construção, controlo (Figura 19) e gestão de cada um dos componentes do sistema ferroviário (via, material circulante, sinalização, sistemas de exploração, etc.), garantindo um interface dinâmico entre todos eles.
- Operacional: pela aplicação de comandos operacionais, nos vários sistemas de circulação, informação, telemática, emergência, etc., dos intervenientes do sistema ferroviário, sendo fundamental a sua intraoperabilidade. Esta depende de uma gestão de segurança que atue ao nível preventivo e reativo sobre o ciclo de vida diário de todo o sistema.

Com a observação da evolução dos fenómenos sociais e o acompanhamento de novos meios tecnológicos de segurança, cumpre-se o objectivo de oferecer um melhor sentimento de segurança na utilização do transporte ferroviário. Assim, importa dar continuidade às acções, em curso e previstas, para a instalação de sistemas de videovigilância nas estações e no material circulante. No que respeita às infra-estruturas, é necessário prosseguir com a avaliação das passagens de nível para decidir sobre a sua supressão ou reclassificação, tendo em vista a redução do número de acidentes materiais. Relativamente à segurança na circulação, é necessário avaliar as condições da progressiva transição dos sistemas de segurança da comunicação entre o material circulante e o posto de controlo.

## Impacto
O Setor dos Transportes é responsável por custos, denominados custos externos, como por exemplo a emissão de gases com efeito de estufa (GEE), poluição atmosférica, ruído, acidentes e congestionamentos, que representam aproximadamente 10% do PIB português.
Os comboios são considerados como a escolha ambiental mais correta. Segundo estudos o comboio é o meio de transporte público mais eficiente e ecológico.
Estudos mostram que mais de 90% do total de emissões de gases tóxicos geradas pelo setor dos transportes são devidas ao transporte rodoviário, enquanto o transporte ferroviário é responsável apenas por 0,6% das emissões, correspondente aos comboios a diesel, e menos de 2% no total, incluindo as emissões provenientes da produção de eletricidade. Cerca de 85% da energia total gasta pelo sector ferroviário é utilizada diretamente para fazer mover os comboios.
Com o recurso à eletricidade, o transporte ferroviário é o único modo de transporte motorizado que é capaz de mudar do recurso a combustíveis fósseis para a energia renovável, sem que seja necessário investir em unidades de propulsão, bastando apenas alterar as fontes de energia na produção da energia eléctrica.
As infra-estruturas ferroviárias ocupam 2 a 3 vezes menos terra por unidade de passageiros ou de carga do que as infra-estruturas necessárias aos outros sistemas de transporte.
As consequências negativas da ocupação de terrenos estão associadas a três fatores. Em primeiro lugar, a superfície do terreno utilizado para erguer uma infra-estrutura torna-se impermeável. Os distúrbios resultantes do ruído, a utilização dos recursos, os resíduos acumulados e a poluição gerada são também consequências devidas à construção das infra-estruturas. Em segundo lugar, as redes de transporte que ligam as cidades aumentam a fragmentação e degradação da paisagem natural ou urbana, devido ao efeito "barreira" das infra-estruturas. Por último, a expansão urbana envolve o desenvolvimento e a utilização ineficiente dos terrenos urbanos, pois muitas vezes as cidades não possuem um ordenamento do território adequado.
A qualidade do ar, especialmente em zonas urbanas e nos centros das cidades, está a degradar-se devido ao aumento da emissão de gases provenientes da combustão interna nos motores, consequência direta do aumento de tráfego rodoviário.
O ruído é uma das principais preocupações para as pessoas que vivem perto de infra-estruturas de transporte. O rápido crescimento da procura de transporte na Europa conduz à perturbação de um número crescente de cidadãos durante o dia e a noite. Até agora, os dois meios mais comuns para reduzir o ruído no transporte ferroviário Europa foram barreiras acústicas e isolamento das janelas das habitações próximas das vias-férreas. Reduzir o ruído na fonte tem sido apontada como a solução mais eficaz, tanto em termos técnicos e econômicos.
Atualmente, o material circulante possui na sua maioria freios de disco, o que veio reduzir significativamente o ruído de rolamento. A superfície das rodas deixou de ser de ferro e passou a ser de compósito, o que veio diminuir a rugosidade da zona de contato com o carril e consequentemente o ruído. Por outro lado, a limpeza do material circulante também é preocupante, uma vez que muitas vezes são utilizados produtos tóxicos, que com um mau armazenamento ou com uma utilização incorreta podem contaminar o solo. Para evitar esta situação, muitas companhias já dispõem de locais apropriados para lavagem e abastecimento do material circulante, com os solos impermeabilizados e sistemas de recolha e tratamento dos contaminantes utilizados.